# José Luis Castro
Monseñor José Luis Castro Cabrera (1902 - 1965), fue un obispo de la Iglesia católica, que ejerció como ordinario de la Diócesis de San Felipe de Aconcagua en Chile, entre 1963 y 1965.

## Biografía breve
Era un dinámico sacerdote diocesano de Santiago (Chile) con grandes condiciones de organizador y realizador. Fue párroco de la Parroquia San Ramón Nonato, en Providencia, y más tarde nombrado Obispo de San Felipe el 10 de mayo de 1963 por el Papa Juan XXIII. Él inicia la construcción de la Casa Juan XXIII; funda la parroquia del Santo Cristo de la Salud, confiada a los padres Pasionistas en Los Andes (1965); trae a los hermanos del Sagrado Corazón de Canadá y a las hermanas de Nuestra Señora de los Estados Unidos. Monseñor Castro fallece trágicamente en un accidente automovilístico a los 62 años.
Sus restos descansan en la Cripta de la Catedral de San Felipe de Aconcagua.
| Predecesor: Ramón Munita Eyzaguirre | Obispo de San Felipe 1963-1965 | Sucesor: Enrique Alvear Urrutia |

- Datos: Q5941194